# Hörbehinderung

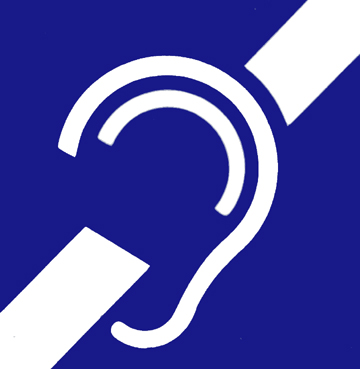
Internationales Symbol für hörbehindert oder gehörlos

Der Begriff Hörbehinderung umschreibt alle Arten von Beeinträchtigungen des auditiven Systems. Dazu gehören:
- Hörschädigung
  - Schwerhörigkeit
  - Resthörigkeit
  - Gehörlosigkeit
- Tinnitus
- Gehörgangstenose (Verengung des Aussenohres, angeb., traumat., auch entzündl.), bis zum Verschluss (Gehörgangatresie)